# جامعة تشيرنيهيف التطبيقية الوطنية
جامعة تشيرنيهيف التطبيقية الوطنية مؤسسة تعليم عالي أوكرانية، (بالأوكرانية: Національний університет «Чернігівська політехніка») هي جامعة تقع في تشرنيهيف أوبلاست، أوكرانيا. تأسست هذه الجامعة في سنة 1960